# Champdor-Corcelles
Champdor-Corcelles község Franciaország Auvergne-Rhône-Alpes régiójában, Ain megyében. Új községként 2016. január 1-jén jött létre Champdor és Corcelles egyesítésével. A két korábbi település delegált község státusszal az új község része lett. Lakosainak száma 655 fő (2022. január 1.).

## Népesség
| Lakosok száma | 651  | 643  | 643  | 636  | 645  | 655  |
|               | 2017 | 2018 | 2019 | 2020 | 2021 | 2022 |